# Wólka Szczawińska (gromada)
Wólka Szczawińska (alt. Wólka-Szczawińska) – dawna gromada, czyli najmniejsza jednostka podziału terytorialnego Polskiej Rzeczypospolitej Ludowej w latach 1954–1972.
Gromady, z gromadzkimi radami narodowymi (GRN) jako organami władzy najniższego stopnia na wsi, funkcjonowały od reformy reorganizującej administrację wiejską przeprowadzonej jesienią 1954 do momentu ich zniesienia z dniem 1 stycznia 1973, tym samym wypierając organizację gminną w latach 1954–1972.
Gromadę Wólka-Szczawińska (z użyciem łącznika) z siedzibą GRN w Wólce-Szczawińskiej (sic!) utworzono – jako jedną z 8759 gromad na obszarze Polski – w powiecie płońskim w woj. warszawskim, na mocy uchwały nr VI/10/14/54 WRN w Warszawie z dnia 5 października 1954. W skład jednostki weszły obszary dotychczasowych gromad Adamowo, Anielin, Henrykowo, Jurzyn, Jurzynek, Modzele-Kubice, Szczawin, Wólka Szczawińska i Wyrzyki-Pękale ze zniesionej gminy Modzele w tymże powiecie. Dla gromady ustalono 12 członków gromadzkiej rady narodowej.
31 grudnia 1959 z gromady Wólka Szczawińska wyłączono wieś Wyrzyki-Pękale, włączając ją do gromady Świercze-Koty w powiecie pułtuskim w tymże województwie, po czym gromadę Wólka Szczawińska zniesiono a jej (pozostały) obszar włączono do gromady Nowe Miasto w powiecie płońskim.